# 정전류
전자 공학에서 정전류 시스템은 전류를 유지하기 위해 전자 회로에 걸리는 전압을 변형할 수 있는 시스템이다. 정전류 전원 공급 장치의 중요한 용도는 LED가 있다. 또 다른 용도는 매우 역동적인 전기 저항이 최적의 전류가 짧은 범위안에서 운영하는 형광등이다. 그밖의 용도는 차폐 금속 아크 용접 및 가스 텅스텐 아크 용접을 포함한다.

## 참조
1. ↑  정전류, 《글로벌 세계 대백과》
2. ↑  Caladen Circuit Corner, before 2009년 9월 5일, LED Current Controller 보관됨 2005-01-13 - archive.today